# محمد ثلاب
محمد ثلاب السويد هو رسام كاريكاتير كويتي.
أقام معرضه الأول في سنة 2003م بجمعيه الفنون التشكيلية.
أقام معرضه الثاني سنه 2004م في مجمع المارينامول بالسالميه تحت رعاية الشيخ ضاري الفهد الصباح وبحضور الشيخ دعيج الخليفة الصباح.
حصل على جائزة في معرض الهيئة العامة للشباب والرياضة في فن الكاريكاتير. شارك في كثير من الجرائد والمجلات منها مجلة المجتمع والمخدرات، مجلة أصايل، مجلة إضاءة، مجلة حبيبتي يا كويت ومجلة هلا فبراير وغيرها.
شارك في معرض الهيئة العامة للشباب والرياضة لسنة 2003م في فن الكاريكاتير.
شارك في معرض بنادي المعاقين الرياضي.
شارك بمسابقه غراس الصحفية.
شارك في بينالي تأبين الشيخة سلوى صباح الأحمد (رحمها الله).
شارك في كرنفال حولي في مجمع ليلى جالاري بالسالميه.
شارك في مهرجان هلا فبراير وأقام ورش عمل.